# Виинблад, Бьорн
Бьорн Виинблад (дат. Bjørn Wiinblad; 20 сентября 1918, Копенгаген — 8 июня 2006, Копенгаген, Дания) — датский художник, график, дизайнер, театральный декоратор, известный своими работами в керамике, фарфоре, серебре, бронзе, текстиле.

## Биография
Согласно семейной традиции (дед и отец были наборщиками), юноша стал наборщиком в типографии. Позднее окончил факультет графики Датской королевской академии изящных искусств в Копенгагене. Начав свою карьеру как художник и иллюстратор, позднее работал со стеклом, делал плакаты; работал как дизайнер, в сценографии, текстиле, а также в мебельном дизайне.
На его первой выставке в 1945 году экспонировались керамические работы, портреты в жанре реализма, детские книги, написанные им самим, а также иллюстрированные им издания, например, подарочное издание сказки об Аладдине. После этой выставки художник получил контракт с керамической фабрикой, создав дизайн несколько линий посуды для Rosenthal Studio Line. Однако на протяжении всей жизни сохранял активный интерес к комплексным арт-проектам — в частности, одной из выполненных им работ стало полное сценическое оформление для постановки «Волшебной флейты», включая собственноручно изготовленные им гобелены.
В 1980—1982 Бьорн Винблад (Вjоrn Wiinblаd) выпустил в Германии под торговой маркой Rоsеnthаl Wаndtеllеr серию кoллeкциoнных фарфоровых таpeлок (диаметр: 16.5 см), иллюстрирующие историю Алaддина и eгo волшебной лaмпе («Aladdin und diе Wundеrlаmре»).
Вjоrn Wiinblаd рассказывает историю в двенадцати сценах, изображая двенадцать самых важных этапов в сказке Аладдина. Каждая тарелка выполнена в ярких тонах на насыщенном синем кобальте. Позолоченный орнамент усиливает эффект иллюстрированных сцен.
Сцены изображенных фрагментов сказок об Аладдине:
- Сцена 01: Аладдин и прекрасная лампа
- Сцена 02: Аладдин, играющий с ежами
- Сцена 03: Аладдин встречает волшебника
- Сцена 04: Аладин заперт в волшебном саду
- Сцена 05: Дух кольца вылетает из волшебного сада с Аладином
- Сцена 06: Аладдин видит красивую принцессу
- Сцена 07: Появление Джина перед матерью Аладдина
- Сцена 08: мать Аладина приносит плоды волшебного сада султану
- Сцена 09: Аладин едет представляться султану
- Сцена 10: Дух лампы строит замок для Аладина
- Сцена 11: Аладдин женится на прекрасной дочери султана
- Сцена 12: И жили долго и счастливо вместе

В 1985 году Вjоrn Wiinblаd стал человеком года в Нью-Йорке, а в 1995 году был награждён призом Культуры Скандинавско-Американского фонда.